# 北勢 (桃園市新屋區)
北勢，是臺灣桃園市新屋區的一個傳統地域名稱，位於該區東北部。相較於今日行政區，其範圍大致與清華里相近。

## 歷史
台灣清治末期至日治初期，北勢地區為一街庄，稱為「北勢庄」，隸屬於竹北二堡。該庄北與下青埔庄為鄰，東北隔大堀溪與下大堀庄為界，東隔大堀溪支流富林溪與苦練腳庄為界，東南邊為上青埔庄，南邊為九斗庄，西南邊及西邊為新屋庄、石磊仔庄。
1901年（日治明治三十四年）11月，全台廢縣廳改設二十廳，該庄隸屬於桃仔園廳。1903年（明治三十六年），改名桃園廳。1909年（明治四十二年）10月，合併二十廳為十二廳，該庄隸屬不變。1920年（大正九年），廢十二廳改設五州二廳，該庄改制為「北勢」大字，隸屬於新竹州中壢郡新屋庄，大字下有「北勢」、「紅泥坡」小字名。
戰後新屋庄改制為新屋鄉，隸屬於新竹縣，大字亦改制為村。1950年桃、竹、苗分治，新屋鄉改隸屬於桃園縣。2014年12月，桃園縣升格為直轄桃園市，新屋鄉改制為新屋區，村亦改制為里。

## 聚落
本地區發展較早的聚落有北勢、北勢坡、紅坭坡等，在日治期初期的官方地圖上已有記載。此外，本地區尚有泉州厝、頂紅泥坡等聚落。

## 交通
省道台66線為於東西向快速道路系統「東西向快速公路－觀音大溪線」，大致以西北—東南走向經過北勢區北部，再以縱向經過本地區最東端，並於區道桃82線交會處設有紅綠燈可供進出。由該道路向西北可前往觀音大潭以連接省道台61線（西部濱海快速道路），向東南可前往平鎮、大溪南興接縣道112甲線以前往國道3號的大溪交流道。
市道114號（中山東路一段）是新屋永安漁港至板橋的道路，大致以橫向轉西南西—東北東走向再轉西北西—東南東走向經過本地區南部，向西轉西北西可前往新屋市區、下田心子、崁頭厝的永安漁港，向東南東可前往中壢、鶯歌、板橋等地。
市道115號（中華路）是觀音至芎林的道路，大致以北北西—南南東走向轉北北東—南南西走向蜿蜒經過本地區西北部近邊界地帶，向北北西可前往觀音並止於市道112號路口，向南南西轉南南東可前往新屋市區、楊梅、新埔、芎林，續行延伸道路過頭前溪橋可通往省道台68線（東西向快速公路－南寮竹東線）的芎林交流道。
區道桃82線（新文路）是新屋至上大堀的道路，也是本地區中部主要的縱向（西南—東北走向）連絡道路，大致以西南—東北走向蜿蜒而行，最終轉向東南離開本地區。由該道路西南側向西南可前往新屋市區並止於市道114號路口，於東北側向東可前往上大堀、苦練腳邊界地帶並止於區道桃83線路口。該道路與省道台66線（東西向快速公路－觀音大溪線）交會於本地區中部偏東北，設有紅綠燈可供進出快速公路。
區道桃84線（新華路一段）是觀音新坡至本地區大嶺頂的道路，也是本地區西北部邊界地帶的縱向道路，其西南側端點位於本地區西北部大嶺頂聚落市道115號路口。由此向北北東到達邊界並沿邊界而行，出境後不久轉東北可前往藍埔、新坡並止於中山路二段（原市道112號）路口。

## 學校
- 清華高中
- 啟文國小